# 裴植 (南北朝)
裴植（466年—515年8月29日），字文远，河东郡闻喜县人（今山西省运城市闻喜县）人，出自河东裴氏定著五房之一的南来吴裴，南齐、北魏官员。

## 生平
裴植是裴叔业二哥裴叔宝的儿子，从小好学博览经史，尤其擅长佛教经典，善于谈论义理。裴植在南齐为官，以军功官至长水校尉。萧宝卷即位后大肆诛杀大臣，裴叔业当时任豫州刺史，内心不安，朝廷也猜疑裴叔业有叛离之心。当时裴植和弟弟裴飏、裴瑜、裴粲都在皇宫担任直阁，害怕大祸临头，于永元二年（500年）抛弃母亲逃到豫州寿阳，告诉裴叔业南齐朝廷必定要出其不意的袭击豫州，应该早日谋划。徐世檦等人劝萧宝卷派裴叔业的族人中书舍人裴长穆宣布旨意，准许裴叔业继续留任豫州刺史，裴植兄弟还是对裴叔业劝说不已。
裴叔业谋划归附北魏时，军队还未渡过淮河，裴叔业因病去世，他的同僚同谋大多推举司马李元护监理州事，谋划一两天仍然定不下来，只有席法友、柳玄达、杨令宝等几人考虑李元护不是自己的同乡，恐有异心，就一致推举裴植监理州事。也不公开裴叔业的丧事，一切号令决定都由裴植发出。奚康生到了之后，裴植于是打开城门迎接北魏军队，城内府库的钥匙全部交奚康生。魏宣武帝元恪诏令裴植出任征虏将军、兖州刺史，封崇义县开国侯，食邑一千户。
裴植不久进军号平东将军，入朝出任大鸿胪卿。之后裴植的长子裴昕叛变南逃，有关部门判处裴植死刑，魏宣武帝诏令说曰:“裴植全家归款投诚，他儿子裴昕愚昧，被人诱惑陷害，虽然刑法必须维护，但裴植的具体情节理应原谅体恤，现特别宽恕裴植的罪行，以表彰功勋和诚节。”裴植不久出任扬州大中正，外任安东将军、瀛州刺史。刺史被罢免后，裴植又再度出任大鸿胪卿，升任度支尚书，加金紫光禄大夫。
裴植大伯裴令宝的女婿韦伯昕自认为才智裴植高，常常轻视裴植，裴植如同仇人一样仇恨他。延昌四年，韦伯昕告发裴植阴谋废立皇帝，于忠伪造魏孝明帝的诏书，将裴植定罪。八月乙亥（515年8月29日），裴植被处死。裴植临死前神情自若，遗嘱命令子侄在自己死后剪掉自己的头发和胡须，穿上僧衣，以佛家的葬礼把自己安葬在嵩山北面，裴植当年虚岁五十。之后一百多天，韦伯昕也因病而亡，临去世时，韦伯昕看见裴植的鬼魂作祟，口中说道：“裴尚书之死，不单是我的责任，怎么对我发怒呢？”
裴植与仆射郭祚、都水使者韦俊等人同时被杀，到后来郭祚和韦俊的案子平反昭雪，两人得到加赠官职，裴植只是追认恢复了爵位而已。裴植的故吏勃海刁冲上疏诉讼，朝廷于是才赠予裴植征南将军、尚书仆射、扬州刺史，因此为裴植改葬。
裴植的母亲是夏侯道迁的姐姐，性情非常刚正严峻，对待儿子们都如同严格的父亲教训儿子一样。儿子们长大成人后，一旦衣冠不整，夏侯氏就不见，谁犯了小过错，必须穿戴整齐拜伏在暖阁中，经过三五天之后才可以出来见夏侯氏，夏侯氏对之严加训责。只有夏侯氏的小儿子裴衍可以穿常服见母亲，早晚得到夏侯氏的温情照顾。裴植在瀛州时，夏侯氏年过七十，把自己舍身为婢女进入佛门，身着布衣麻衫，手执箕帚，在佛寺洒扫。裴植的弟弟裴瑜、裴粲、裴衍也身着奴仆的服装，哭泣着跟随夏侯氏，出家人和世俗人都为之感动。裴植和兄弟们各出布帛数百匹赎免母亲，但夏侯氏最终还是出家为比丘尼，入嵩高，过了一年多才回家。裴植虽然把州刺史的俸禄送给母亲并接济各个弟弟，但他们还是析分家产，共同居住但不同炊，一家中分几个灶吃饭，大概是染上江南的风俗。裴植的母亲年事已高，裴植又是嫡长子，外任州刺史时只带上妻子儿女一起去，和母亲分别数年，舆论对此指责裴植。

## 家庭

### 父母
- 裴叔宝
- 谯郡夏侯氏，北魏散骑常侍、安东将军、瀛州刺史、濮阳明侯夏侯道迁姐姐

### 兄弟
- 裴飏，北魏辅国将军、南司州刺史、义阳县侯
- 裴瑜，北魏勃海郡太守、灌津定子
- 裴粲，北魏骠骑大将军、胶州刺史、舒县子
- 裴衍，北魏署理镇北将军、相州刺史、北道大都督、临汝县公

### 子女
- 裴昕，长子
- 裴惔，北魏崇义县侯
- 裴氏，嫁北魏镇远将军、南兖州大中正夏侯夬

### 通婚关系
|        |        |        |        |        |        |      |      |        |        |        |        |        |        |  |  | 口       |          |          |          |          |          |  |  |
|        |        |        |        |        |        |      |      |        |        |        |        |        |        |  |  |          |          |          |          |          |          |  |  |
|        |        |        |        |        |        |      |      |        |        |        |        |        |        |  |  |          |          |          |          |          |          |  |  |
| 裴叔宝 | 裴叔宝 | 裴叔宝 | 裴叔宝 | 裴叔宝 | 裴叔宝 |      |      | 夏侯氏 | 夏侯氏 | 夏侯氏 | 夏侯氏 | 夏侯氏 | 夏侯氏 |  |  | 夏侯道迁 | 夏侯道迁 | 夏侯道迁 | 夏侯道迁 | 夏侯道迁 | 夏侯道迁 |  |  |
| 裴叔宝 | 裴叔宝 | 裴叔宝 | 裴叔宝 | 裴叔宝 | 裴叔宝 |      |      | 夏侯氏 | 夏侯氏 | 夏侯氏 | 夏侯氏 | 夏侯氏 | 夏侯氏 |  |  | 夏侯道迁 | 夏侯道迁 | 夏侯道迁 | 夏侯道迁 | 夏侯道迁 | 夏侯道迁 |  |  |
|        |        |        |        |        |        |      |      |        |        |        |        |        |        |  |  |          |          |          |          |          |          |  |  |
|        |        |        |        | 裴植   |        |      |      |        |        |        |        |        |        |  |  |          |          |          |          |          |          |  |  |
|        |        |        |        |        |        |      |      |        |        |        |        |        |        |  |  |          |          |          |          |          |          |  |  |
|        |        |        |        | 裴氏   | 裴氏   | 裴氏 | 裴氏 | 裴氏   | 裴氏   |        |        |        |        |  |  | 夏侯夬   | 夏侯夬   | 夏侯夬   | 夏侯夬   | 夏侯夬   | 夏侯夬   |  |  |
|        |        |        |        | 裴氏   | 裴氏   | 裴氏 | 裴氏 | 裴氏   | 裴氏   |        |        |        |        |  |  | 夏侯夬   | 夏侯夬   | 夏侯夬   | 夏侯夬   | 夏侯夬   | 夏侯夬   |  |  |